# The Pop Group
The Pop Group est un groupe de post-punk britannique, originaire de Bristol, en Angleterre, et dont la musique dissonante combinait des éléments de punk rock, reggae, dub et free jazz, entre autres. Les paroles de leurs chansons étaient souvent fortement politisées. The Pop Group influencera nombre de futurs groupes de rock politisés comme Fugazi ou Rage Against the Machine.

## Biographie

### Première période (1977–1981)
Le groupe est formé en 1977 par Mark Stewart (chant), rejoint par John Waddington et Simon Underwood. Le guitariste Gareth Sager et le batteur Bruce Smith les rejoindront aussi peu après. Le groupe parvient à se faire une notoriété sur scène et attire l'intérêt du label Radar Records auquel il signe. Ils apparaissent aussi en couverture du NME. Leur premier single, She is Beyond Good and Evil, sort l'année suivante chez Radar Records en mars 1979. Leur premier album, Y, produit par le vétéran du reggae britannique, Dennis Bovell, est publié en avril 1979, et acclamé par la critique mais ne connaît qu'un faible succès commercial. L'album convainc toutefois Rough Trade de signer avec le groupe, après le remplacement de Underwood par Dan Katsis à la basse.
La première production du groupe chez leur nouveau label est le single We Are All Prostitutes, probablement l'une de leurs chansons les plus connues, avec la participation du violoncelliste improvisateur Tristan Honsinger. Il est suivi en 1980 de l'album For How Much Longer Do We Tolerate Mass Murder?, en collaboration avec le groupe américain The Last Poets. Peu après, The Pop Group sort un single split avec The Slits, avec qui il partage dorénavant Christine Robertson comme batteur et le manager. Le dernier concert du groupe s'effectue en 1980 en face de 500 000 spectateurs au Trafalgar Square. Le groupe se sépare en 1981, à la suite de problèmes d'ordre juridique et de désaccords internes. Ses membres fondent par la suite divers projets, en particulier Rip, Rig and Panic, avec Neneh Cherry.

### Retour (depuis 2010)
Dans une interview de 2010, Mark Stewart annonce un retour du groupe et l'enregistrement d'un album qui s'appellerait The Alternate. Ils font quelques concerts depuis comme à l'ATP I'll Be Your Mirror festival en septembre 2011 à Asbury Park, New Jersey ou au San Miguel Primavera Sound le 2 juin 2012,.
En février 2016 sort la réédition de leur album For How Much Longer Do We Tolerate Mass Murder? (1980), pour la première fois en formats CD et numérique. Elle s'accompagne d'une édition vinyle en couleur de We Are All Prostitutes, par The Vinyl Factory. Une vidéo inédite de We Are All Prostitutes, tournée à l'Electric Ballroom en novembre 1979 mais pensée être perdue, est retrouvée dans les archives du vidéaste Chris Reynolds et publiée. En mai, le groupe publie une collection intitulée The Boys Whose Head Exploded. En juillet 2016, le groupe annonce s'associer au producteur Dennis Bovell pour un nouvel album. Le 31 août, le groupe révèle le titre comme étant Honeymoon on Mars, et une possible sortie le 28 octobre au label Freaks R Us label. Ils révèlent aussi la liste des pistes et la couverture de l'album,. Le 6 septembre, le premier single de l'album, Zipperface, est publié sur les services en streaming YouTube, et iTunes.
Le 21 avril 2023, Mark Stewart meurt à l'âge de 62 ans.

## Discographie

### Albums studio
- 1979 : Y (Radar Records) (Réédité en CD par Radar en 1996 et Rhino Records en 2007)
- 1980 : For How Much Longer Do We Tolerate Mass Murder? (Rough Trade) (avec la collaboration de The Last Poets)
- 2019 : Y (Mute Records) (Coffret 3CD inclus album original remasterisé "Y", "Alien Blood" 10 titres bonus inédits, et "Y Live!" 9 titres live enregistrés lors de leurs tournées à Bruxelles, Manchester et New-York)
- 2021 : Y in Dub (Mute Records) (Compilation titres version Dub)

### Autres
- 1979 : She Is Beyond Good and Evil (single, Radar Records)
- 1980 : We Are All Prostitutes (single, Rough Trade Records)
- 1980 : Where There's A Will... (single, Rough Trade [split avec The Slits: In the Beginning There Was Rhythm])
- 1980 : We Are Time (Rough Trade, semi-bootleg de titres enregistrés en concert, de démo et d'inédits)
- 1998 : We Are All Prostitutes (compilation, Radar Records)